# Pepe Domínguez

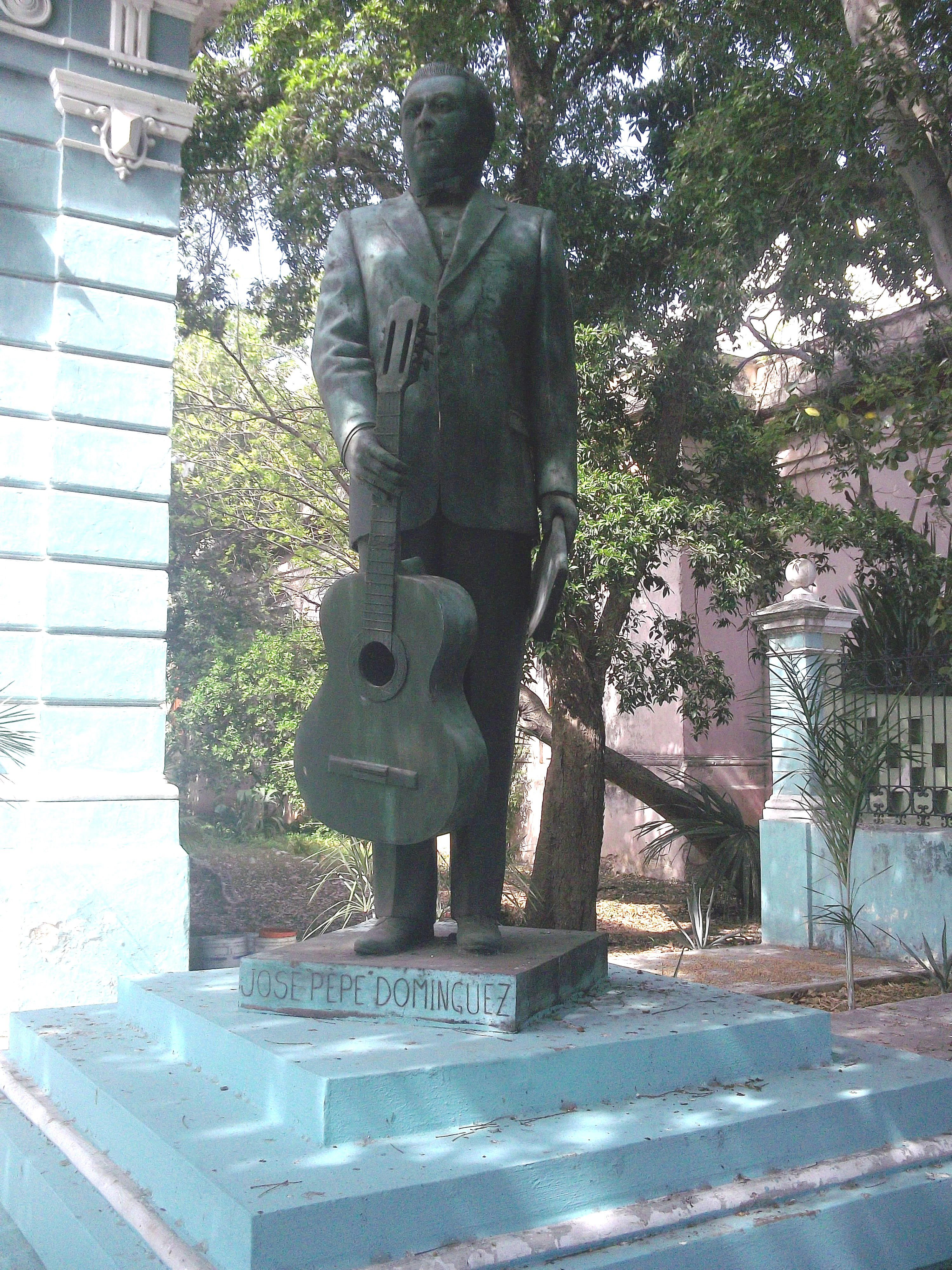
Estatua de Pepe Domínguez.

José del Carmen Domínguez Saldívar, más conocido como Pepe Domínguez (Dzidzantún, Yucatán, 16 de julio de 1900-La Habana, Cuba, 11 de enero de 1950), fue un maestro, compositor y músico mexicano.

## Trayectoria
Sus padres fueron Joaquín Domínguez Lizama y Severina Saldívar y Saldívar. Realizó sus estudios en el Instituto Literario de Yucatán en la ciudad de Mérida y en la Escuela Normal de Maestros. Ejerció su profesión como maestro rural en el municipio de Cansahcab.
En 1918 inició su labor como compositor, cuatro años más tarde cambió su residencia a Mérida para formar un dueto con Ernesto Paredes y después con Felipe Castillo. En 1927 dirigió el quinteto Mérida. Fue locutor de la radiodifusora XEZ-AM. Entre sus composiciones se encuentran las canciones «Aires del Mayab», «Beso asesino» (coautor con Carlos Duarte Moreno), «Granito de sal», «Manzanita», «Muñequita», «La rosa», «Manos de armiño», «Flor del mal», «Almendra roja», «Dentro de mí» y «Pájaro azul», entre otras. 
Murió el 11 de enero de 1950 en La Habana.